# Andreas Labba
Andreas Labba, född den 25 februari 1907 i Norrkaitums sameby, död den 5 november 1970 i Kaitum, var en svensk samisk författare.

## Biografi
Labba var son till en renägare, gick nio månader i nomadskola i Moskojärvi, och blev rendräng vid 12 års ålder. Åren 1936–1955 var han färdledare hos Svenska Turistföreningen i Abisko.
Han skrev delvis självbiografiska berättelser på samiska, däribland romanerna Anta (1969) och Anta och Mari (1971). 
Enligt uppgift var det när Labba var fjällvägvisare för Dag Hammarskjöld som Hammarskjöld visade Labba vägen till skrivandet. Debutboken Anta gjorde Andreas Labba till Sveriges mest kände same, men av omgivningen föraktades han som "turistlapp".

## Filmografi
- 1943 – I brist på bevis
- 1948 – Lappblod